# DjVu
DjVu je format računalnih datoteka stvoren prvenstveno za pohranu skeniranih dokumenata, osobito onih koji sadrže kombinaciju teksta, crteža, slika u boji, indeksiranih slika i fotografija. Ovaj format rabi više naprednih tehnologija: onu višeslojnih slika tj. odvajanje teksta i pozadine u slici, progresivnog opterećenja, aritmetičkog kodiranja i sažimanja uz gubitak za dvotonske (crno-bijelo) slike. To omogućuje kvalitetnu pohranu u minimalno prostora, tako da su takve datoteke uporabljive za internetsku uporabu.
Glavna prednost DjVu formata kao alternative PDF formatu je što se iz istih ulaznih slika dobivaju manje DjVu datoteke u odnosnu na PDF. Osnovna razlika između DjVu-a i PDF-a je što je DjVu čisti rasterski format, dok PDF formatu može sadržavati vektorsku i rastersku grafiku.

## Vanjske poveznice
- http://www.djvu.org/
- https://www.djvu-pdf.com/ (Pretvoriti DjVu u PDF)